# Армия чёрного флага

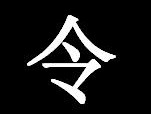
Предположительный внешний вид «Чёрного знамени».

Чёрные знамёна (кит. трад. 黑旗軍, упр. 黑旗军, пиньинь Hēiqí Jūn, палл. хэйци цзюнь; куан ко дэн (вьет. Quân cờ đen)) — бандитское формирование, состоявшее в основном из чжуанов, которое пересекло границу китайской провинции Гуанси с Верхним Тонкином, частью Аннамской державы (современный Вьетнам) в 1865 году и продолжало свою деятельность до 1885 года. Они принимали участие в боях против французских колониальных войск в сотрудничестве с вьетнамскими и китайскими властями. Командир Лю Юнфу предпочитал использовать чёрные флаги, отсюда и название.